# Limonia pullata
Limonia pullata är en tvåvingeart. Limonia pullata ingår i släktet Limonia och familjen småharkrankar.

## Underarter
Arten delas in i följande underarter:
- L. p. aquila
- L. p. pullata